# Andrew Taylor (architecte)
Pour les articles homonymes, voir Taylor et Andrew Taylor (homonymie).
Sir Andrew Thomas Taylor J.P., R.C.A., F.S.A., F.R.I.B.A. (13 octobre 1850 - 5 décembre 1937) est un architecte britannique et un conseiller municipal du parti conservateur pour le London County Council. Il nait à Édimbourg en Écosse et exerce la profession d'architecte en Écosse, puis à Londres avant d'immigrer à Montréal au Canada en 1883 où il réalise plusieurs édifices pour l'université McGill. Il prend sa retraite de la profession d'architecte en 1904 et retourna à Londres où il est conseiller municipal de 1908 à 1926. Il reçoit le titre de « chevalier » en 1926. Il meurt à Londres.

## Source
- (en) Cet article est partiellement ou en totalité issu de l’article de Wikipédia en anglais intitulé « Andrew Taylor (architect) » (voir la liste des auteurs).